# Hilaria jamesii
Pleuraphis jamesii là một loài thực vật có hoa trong họ Hòa thảo. Loài này được (Torr.) Benth. mô tả khoa học đầu tiên năm 1881.

## Hình ảnh

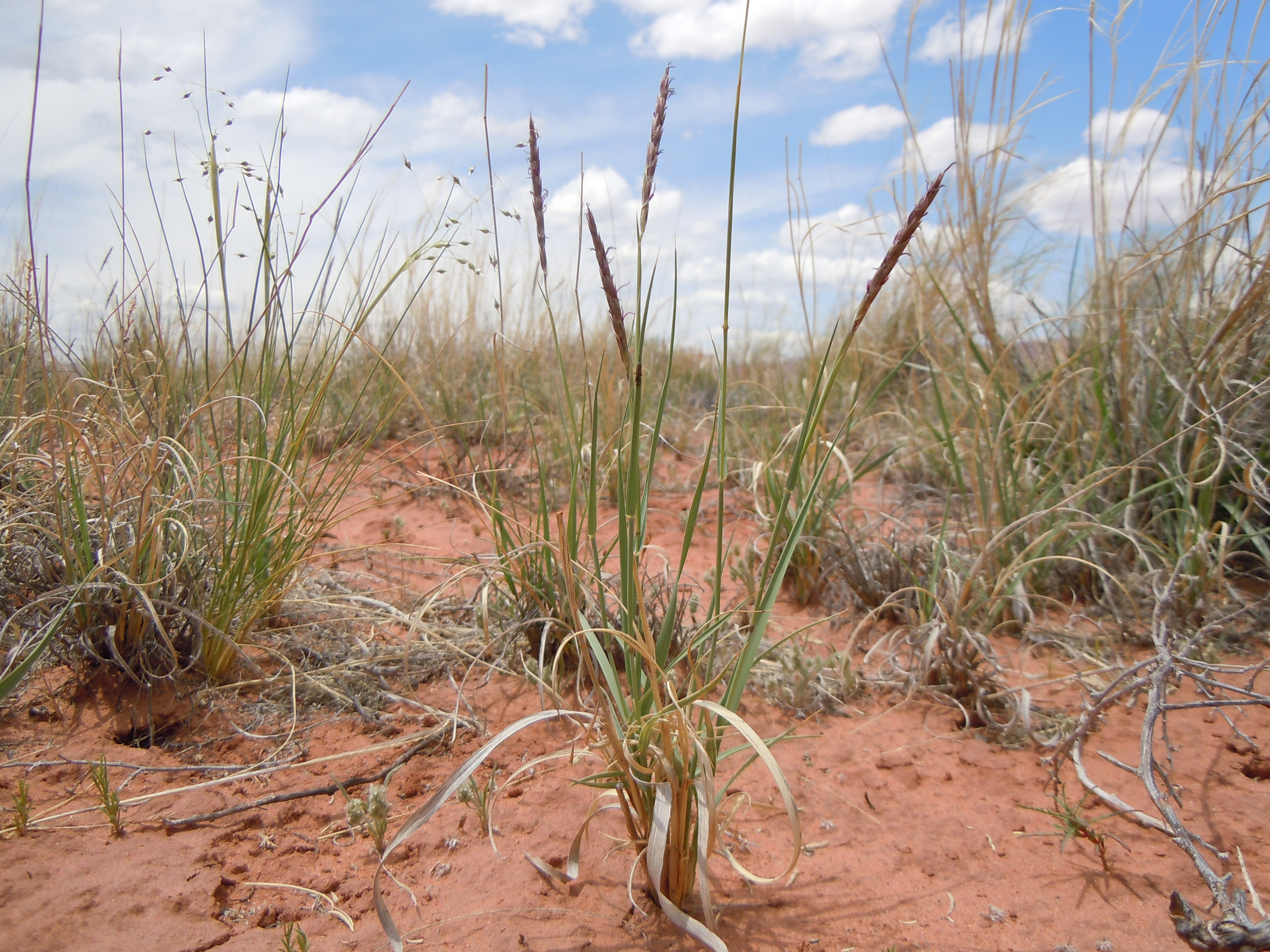
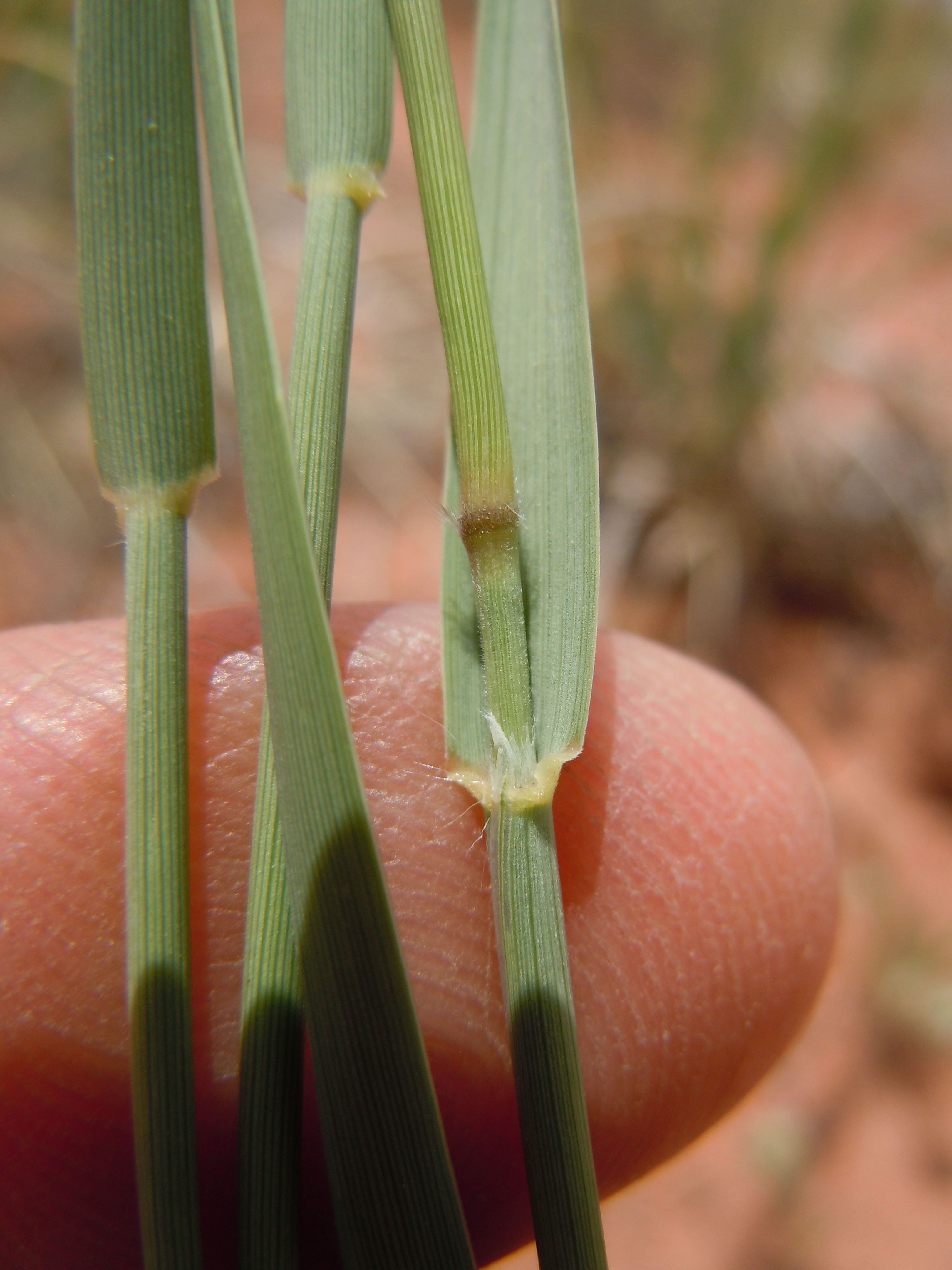
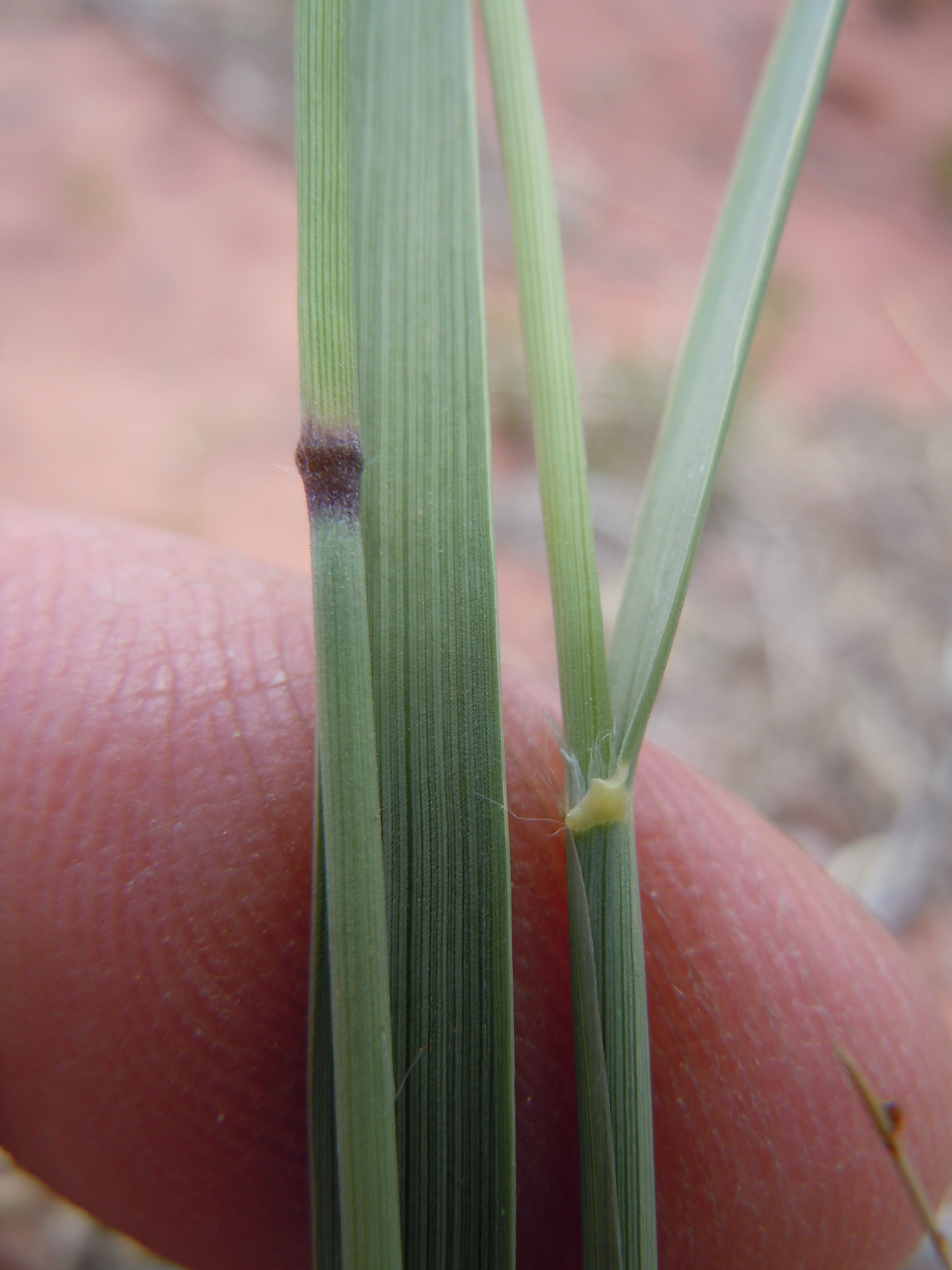
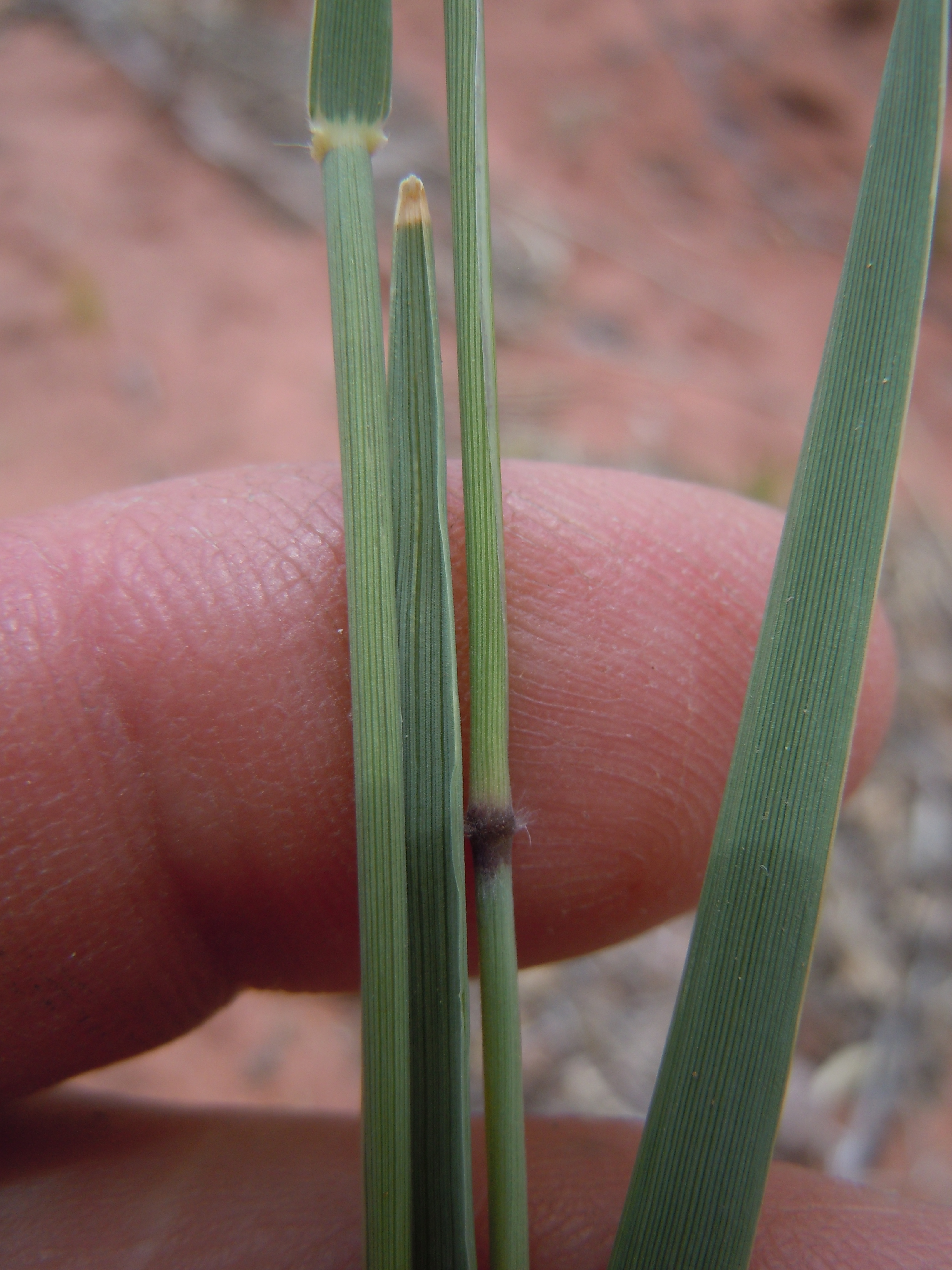